# Giovanni Maria Lavagna

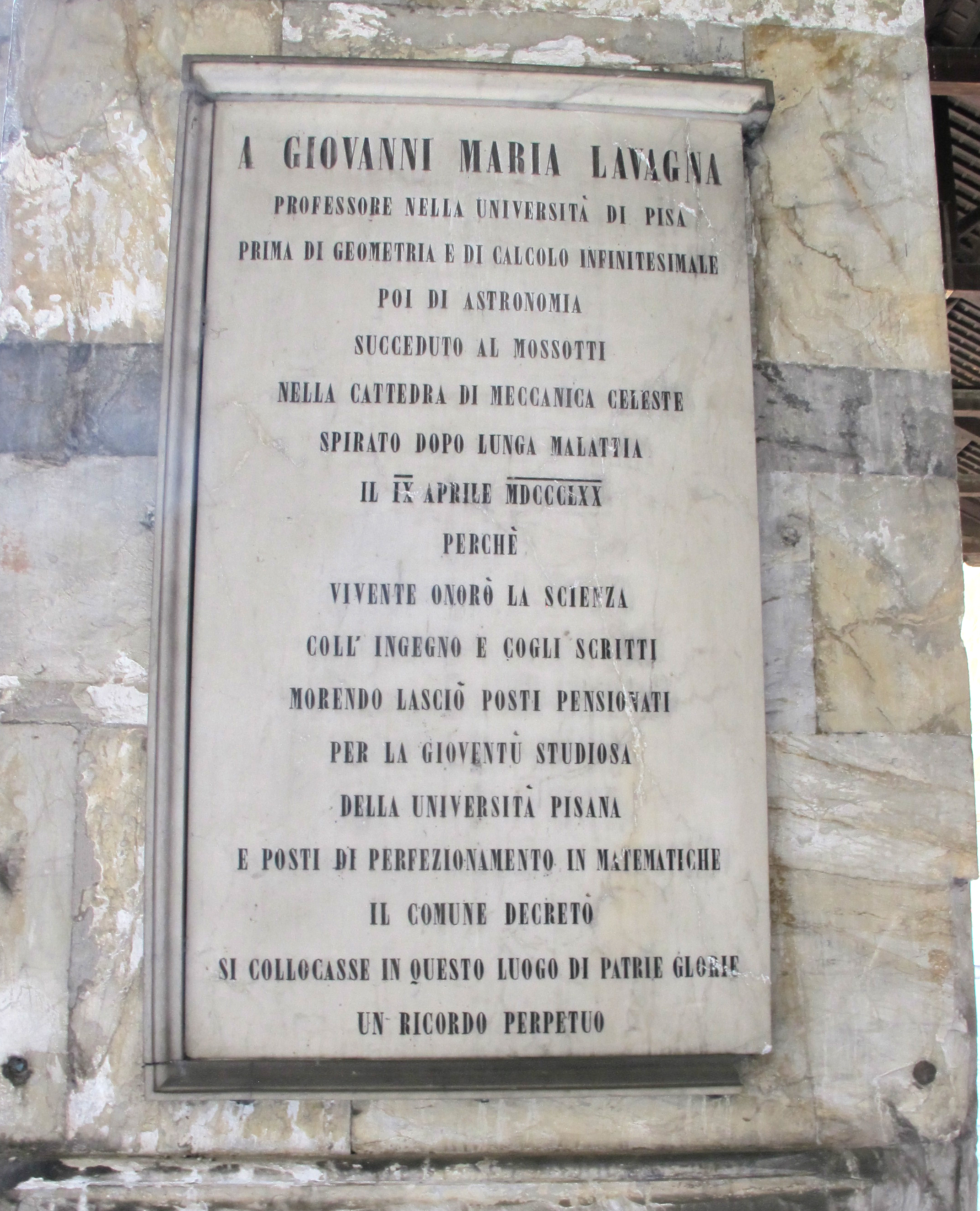
Lapide nel Camposanto monumentale di Pisa

Giovanni Maria Lavagna (Livorno, 27 gennaio 1812 – Pisa, 9 aprile 1870) è stato un matematico italiano.

## Biografia
Dopo aver frequentato le Università di Brera e di Napoli, nel 1840 fu nominato professore di Geometria all'Università di Pisa, insegnando successivamente (1843) Calcolo infinitesimale e quindi (1862) Astronomia e Meccanica celeste.
Lavagna fu un illustre docente ed ebbe come allievi Ulisse Dini, Eugenio Bertini e Cesare Arzelà.
A causa della tubercolosi, e a causa della depressione per essere stato preceduto dal Carl Jacobi nella pubblicazione di certi suoi risultati, l'attività accademica del Lavagna fu limitata.
Lasciò quasi tutti i suoi averi all'Università di Pisa. Con tali fondi vennero costituiti i "posti di studio Lavagna" per giovani matematici. Questi permisero l'inserimento nella ricerca di molti noti matematici, tra cui Eugenio Elia Levi, Mauro Picone e Antonio Signorini.